# Bhadar (fleuve)
Pour les articles homonymes, voir Bhadar.
Le fleuve Bhadar est un cours d'eau indien de la péninsule de Saurashtra, dans l'état du Gujarat. Il s'écoule vers le sud à partir de son origine, puis tourne vers le sud-ouest et s'écoule principalement vers l'ouest jusqu'à ce qu'il se jette dans la mer d'Arabie, près de Porbandar.

## Géographie
De 200 km de longueur[réf. nécessaire].

### Bassin versant
Le bassin hydrographique du fleuve couvre 7 094 km2

## Hydrologie
Son régime hydrologique est dit pluvial tropical à moussons.

## Aménagements et écologie
La Bhadar s'écoule à travers deux réservoirs, Bhadar-I (volume : 238 000 000 m3) et, plus bas, Bhadar-II (volume : 49 000 000 m3).